# گریگوریا

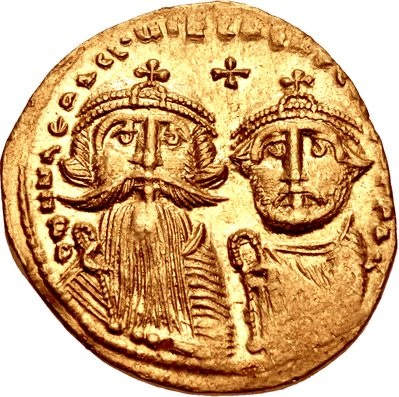
سکه ای در دوره کنستانتین

گریگوریا (به لاتین: Gregoria)، دختر نیکتاس (پسرعموی هراکلیوس)، همسر و شریک سلطنت کنستانتین سوم بود.